# Heftung (Buch)
Die Heftung von Büchern ist die Verbindung der einzelnen Papierseiten oder der gefalzten Papierbögen zu einem Heft oder Buchblock. Sie ist Teil der Bindung eines Buches. In den meisten Fällen wird dazu ein Faden (Fadenheftung) oder ein Draht (Drahtheftung oder auch Klammerbindung) verwendet. Man unterscheidet auch die maschinelle oder industrielle Heftung und die Handheftung.
Geheftet wird generell nach dem Zurichten der Lagen und dem Anbringen der Vorsätze. Nach dem Heften wird der Buchrücken abgeleimt.
Beim Heften ist immer die Fadenstärke und das Papier des Buchblocks zu beachten. Ein zu dicker Faden bei zu hartem Papier führt zu einer zu hohen Steigung im Buchblock, das heißt, dass der Buchblock am Buchrücken sehr viel dicker ist als am Vorderschnitt.

## Geschichte
Die ersten Heftungen erfolgten ohne Bünde. Das verbindende Glied zwischen den einzelnen Lagen war der Heftfaden. Mit Aufkommen der Holzdeckel war diese Verbindung aber nicht mehr stabil genug; es wurden Bünde eingeführt, die nicht nur den Buchblock stabilisierten, sondern auch zu einer besseren Verbindung zwischen Buchblock und Buchdeckel führten. Diese frühen Heftungen hatten noch keinen Fitzbund; die Aufgabe des Fitzbundes übernahmen zunächst die Kapitale. Sie wurden während der Heftung mit umwickelt.
Frühe Heftungen sind auch die Langstichheftungen, bei denen durch den Einband geheftet wurde. Der außen sichtbare Heftfaden wurde anschließend noch verziert.
Bei anderen mittelalterlichen Heftarten lagen die Bünde auf dem Rücken auf und waren daher auch durch das Einbandmaterial – der feste Rücken – sichtbar und teilten den Rücken in Felder. Erst im 16. bis 17. Jahrhundert wurde versucht, einen möglichst glatten Rücken zu erhalten. Man ging dazu über, die Bünde im Rücken zu versenken; der Rücken wurde eingesägt. Mit dem Aufkommen der Bänder und des hohlen Rückens konnte ein ebenso glatter Rücken erreicht werden, sodass heute nur noch in Einzelfällen die Bünde im Rücken versenkt werden.
Im Laufe der Industrialisierung wurde schließlich auch die Heftung mechanisiert. Durch Heftmaschinen wurde der zeitraubende Prozess des Heftens deutlich verkürzt.
Heute werden die meisten Bücher nicht mehr mit Faden oder Draht geheftet, sondern klebegebunden.

## Handheftung

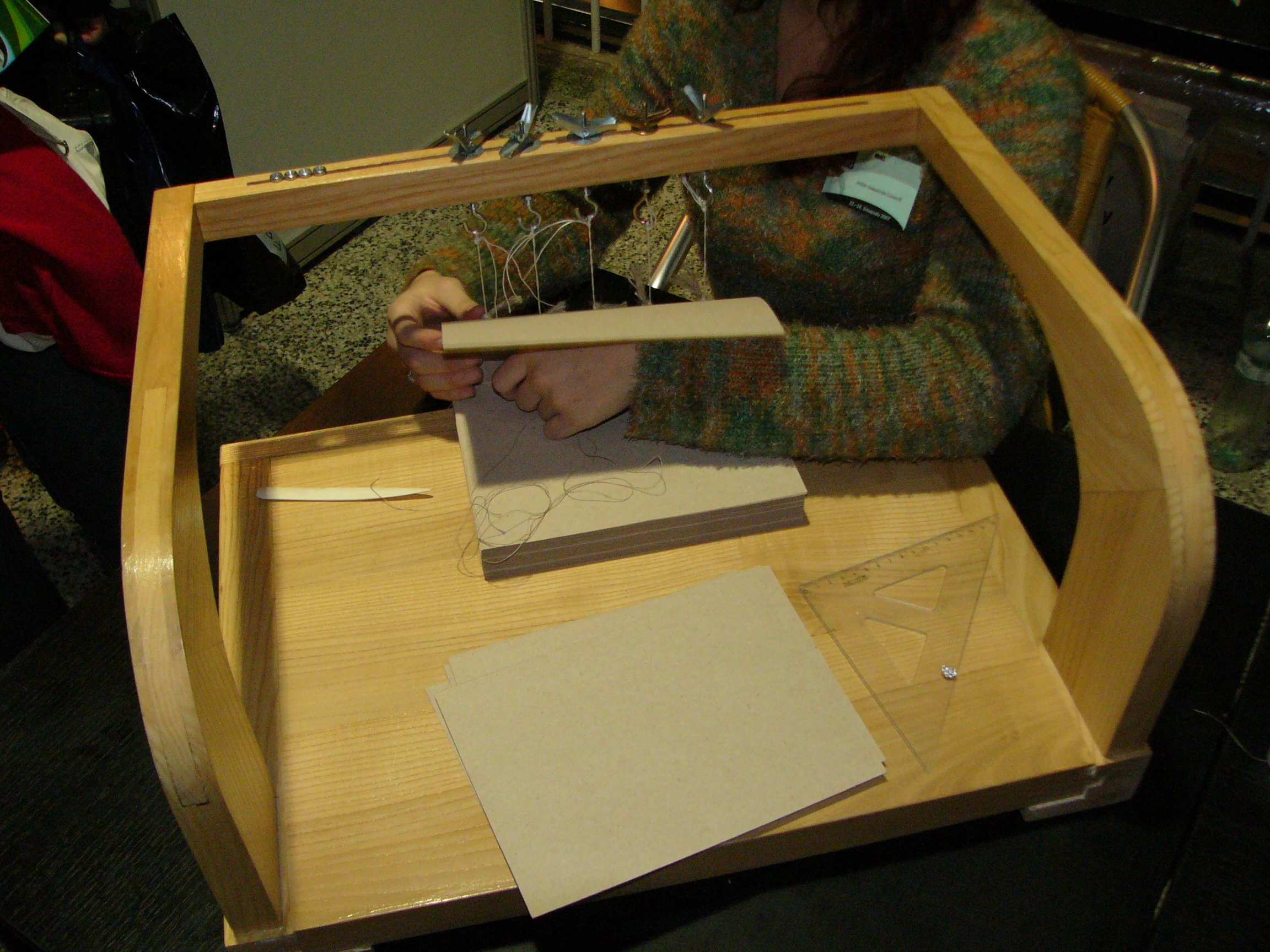
Handheftung an der Heftlade

In der Handbuchbinderei wird in der Regel mit Hilfe der Heftlade mit einem leicht gewachsten Zwirnfaden auf Bünde geheftet. Zunächst wird die Bundeinteilung vorgenommen, das bedeutet die Position von beiden Fitzbünden und der Heftbünde festgelegt. Die Bünde werden dann in den bestimmten Positionen in der Heftlade fixiert. Bei der anschließenden Heftung wird die Durchaus- oder Wechselheftung angewendet. Man beginnt generell mit der letzten Lage.

## Maschinenheftung
In der industriellen Buchbinderei wird Heftung generell mit der Heftmaschine mit Draht oder Faden ausgeführt. Bei der maschinellen Rückstichheftung wird oft auf Gaze geheftet. Wenn mehrere Fäden verwendet wurden, werden diese am Buchrücken durch Knoten oder mit Hilfe der Fadensiegelung miteinander verbunden (Holländern).
Wird ohne Gaze geheftet, spricht man von einem Broschierstich.
Die Rückstichheftung mit Drahtklammern auf Gaze ist bei Büchern des 19. bis 20. Jahrhunderts gut bekannt. Heute wird man besonders durch die entstandenen Rostflecken in der Lagenmitte auf sie aufmerksam gemacht.
Die Blockheftung ist in der industriellen Buchbinderei weiter verbreitet als in der Handbuchbinderei und kann mit Draht oder Faden ausgeführt werden.

## Unterscheidung nach Heftort

### Rückstichheftung

Rückstichheftung, Durchausheftung

Die Rückstich- oder Rückenstichheftung ist eine Längsbindung. Bei dieser Art der Heftung werden die einzelnen Druckbogen oder Lagen mit Draht oder Faden durch den Rückenfalz von innen nach außen durchstoßen. Sie ist bei mehrlagigen Büchern üblich und wird sowohl bei der Hand- wie auch bei der Maschinenheftung verwandt.
Die maschinelle Rückstichheftung wurde früher mit Drahtklammern auf Gaze ausgeführt, heute verwendet man bevorzugt eine Fadenheftung. Nur bei einlagigen Produkten, wie Zeitschriften, wird noch mit Drahtklammern in der Falzmitte geheftet.

#### Heftband
Wichtig ist, dass die Heftbänder beim Heften nicht durchstochen werden, damit es bei der späteren Rückenrundung nicht zu Spannungen kommt. Heftbänder können unter anderem aus Pergament, Leder oder Gewebe bestehen.

### Blockheftung
Die Blockheftung oder Seitstichheftung ist eine Querbindung. Sie wird meist in Verbindung mit der Drahtheftung verwendet und meist bei Broschuren angewandt. Sie bezeichnet eine Seitlichheftung, dies bedeutet, dass der ganze Buchblock möglichst nahe am Rücken mit zwei oder mehreren Drahtklammern quer durchstoßen wird.
Sie wird aber auch mit Fäden oder Bändern als Handheftung ausgeführt, dabei vor allem bei historischen Büchern aus Japan und dem Kaiserreich China (Japanbindung).
Durch diese Art der Heftung lassen sich die Bücher im Allgemeinen schwerer aufschlagen; wie schwer ist abhängig vom Volumen des Buchblocks und des verwendeten Papiers.

## Unterscheidung nach Heftart

### Durchausheftung
Die Durchausheftung ist die heute übliche Heftung mit Faden auf Bünde. Der Faden wird beim Fitzbund in die Lagenmitte geführt, beim ersten Bund wird er wieder nach außen gebracht, um den Bund herum- und wieder nach innen geführt usw. bis zum zweiten Fitzbund. Der Fitzbund verbindet (verfitzt) die Lagen untereinander.

### Wechselheftung
Auch Wechselstichheftung. Während bei der Durchausheftung der Heftfaden vom Kopf bis Fuß in einer Heftlage liegt, erfasst die Wechselheftung zwei Heftlagen mit einem Faden; er wechselt bei jedem Bund in die benachbarte Lage. Auf jede Heftlage kommt dann nur die Hälfte der Fadenlänge. Vorteile dieser Heftung sind das schnellere Handheften, der geringere Materialverbrauch und die geringere Rückensteigung. Der größte Nachteil ist die geringere Haltbarkeit. Die Wechselheftung wurde auch bei Büchern mit echten, erhabenen Heftbünden angewendet.
Eine Durchausheftung ist einer Wechselstichheftung wenn möglich vorzuziehen. Die Wechselstichheftung wird heute nur noch selten angewendet.

## Unterscheidung nach Form der Bünde

Die verschiedenen Bünde mit ungefährem Verlauf des Heftfadens

### Heftung auf versenkte Bünde
Bei dieser Heftart liegen die Bünde im Rücken versenkt. Das Einsägen des Buchrückens ist eine bewusste Beschädigung des Papiers. Dabei wird mit einer Säge wie einem Fuchsschwanz in Position der Heftbünde der in eine Hand- oder Klotzpresse eingespannte Buchblock eingesägt. Die so entstehende Grube sollte gerade groß genug sein um die Heftkordel aufzunehmen. Am Fitzbund wird nur eine kleine Grube für den Heftfaden und die Knoten ausgehoben.
Das Ergebnis ist ein glatter Rücken. Die Heftung wird sehr erleichtert, da bei der Heftung keine Löcher mehr mit der Heftnadel gestochen werden müssen.
Man verwendet sie für Papp-, Halb- und Ganzleinenbände und den Halblederband.

### Heftung auf erhabene Bünde
Bei dieser Heftart sind die Bünde am Rücken als Erhöhung sichtbar. Sie kann für den Halb- oder Ganzfranzband verwendet werden. In diesen Fällen wird der Heftfaden um die Kordeln herum- und wieder durch dasselbe Loch zurückgeführt. Durch den Auftrag der Kordel wird das Aufschlagen des Buchblocks erschwert. Man unterscheidet hier zwischen der Heftung auf einen einfachen Bund und auf Doppelbund, abhängig von der Verwendung einer Kordel oder zwei Kordeln pro Bund.

### Heftung auf Bänder
Diese Heftung wird für Noten, Schreib- und Geschäftsbücher verwendet. Durch diese Heftart ist ein flaches Aufliegen der Bücher gewährleistet. Bei schweren Geschäftsbüchern wird beim Heften nicht beiderseits knapp an den Bändern, sondern abwechselnd auch durch das Band gestochen.
Pergamentbände können auf Pergamentriemchen geheftet werden, die später durch den Falz gezogen werden.

### Heftung auf aufgeschabte Bünde
Diese Art stellt eine Variante der Heftung auf Bänder dar. Die Kordeln werden aufgeschabt bzw. aufgefasert und liegen dann relativ flach auf dem Rücken auf. Sie wird oft für den Halb- oder Ganzfranzband verwendet.

## Besondere Hefttechniken

### Aktenstichheftung
Sie wird auch Passheftung, Schulbuchheftung oder Fadenknotenheftung genannt. Sie wird nur bei einlagigen Produkten angewendet. Typisches Beispiel sind Schulhefte. Bei der Aktenstichheftung auf drei Stiche wird der Faden in der Mitte von innen nach außen geführt, durch ein weiteres Loch am Kopf wieder nach innen, dann durch ein drittes Loch am Fuß wieder nach außen geführt. Schließlich wird er durch das mittlere Loch wieder ins Heftinnere gebracht, wo er mit dem Anfang verknotet wird. Daneben gibt es auch eine Aktenstichheftung auf fünf Stiche.

### Holländern
Es handelt sich um eine Heftart, die insbesondere für Broschuren angewandt wird. Dabei wird eine Fadenheftung meist maschinell ausgeführt, die Fadenenden hängen am Rücken heraus und werden dann beim Ableimen des Rückens miteinander verbunden. Es ist keine stabile Heftung.

### Koptische Heftung

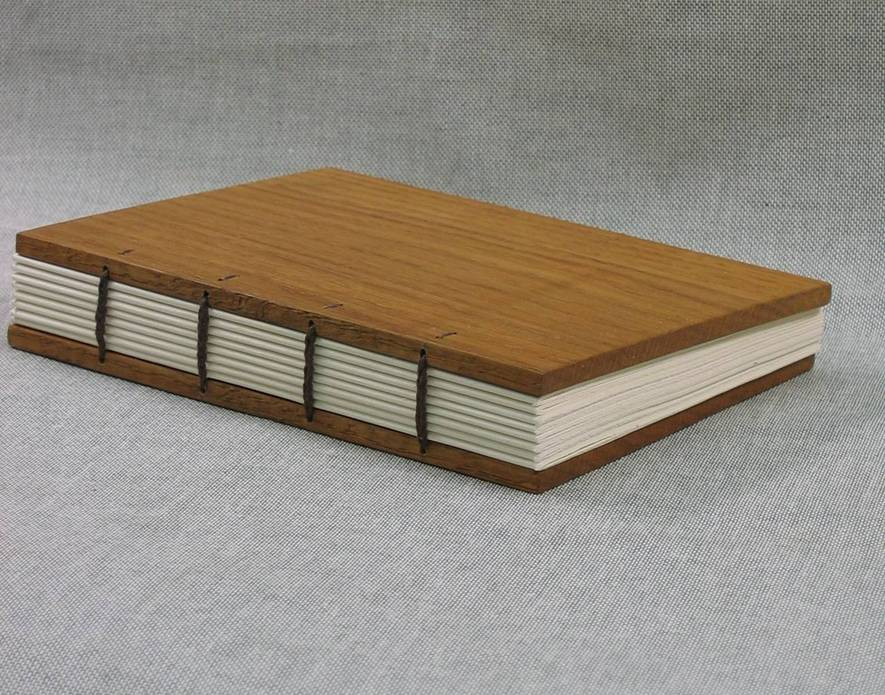
Koptische Heftung

Bei der koptischen Heftung oder Kettenstichheftung verzichtet man auf ein Heftband. Die Verbindung zwischen den einzelnen Lagen erfolgt durch Verschlingungen des Heftfadens der gerade zu heftenden mit der vorherigen Lage und ist in etwa mit einem Fitzbund vergleichbar. Die Koptische Heftung hat ihren Namen von den Gebetbüchern der Koptischen Mönche, die in dieser Technik gebunden sind. Eine Besonderheit der koptischen Heftung ist, dass der Umschlag (Buchdeckel) ebenfalls durch Verschlingen des Heftfadens mit den Lagen verbunden wird. Dadurch lässt sich das Buch ganz flach aufschlagen. Man nennt diese Verbindung von Buchblock und Umschlag Koptische Bindung. Diese Hefttechnik wurde auch später bei Kopert angewandt, wobei sich die Koperte immer durch einen flexiblen Einband auszeichnet.

### Langstichheftung
Sie kam im 14. Jahrhundert auf und wird auch als Aktenheftung bezeichnet. Es handelt sich um eine Art Aktenstichheftung, weil nicht auf Bünde geheftet wurde. An deren Stelle wurde auf Streifen von Leder, Pergament, Holz oder Horn geheftet, die sich außen am Einband befanden. Die Heftfäden wurden an abgeteilten Einstichlöchern mit gebogener Nadel durch den Rücken geheftet und mit dem vorangegangenen Stich verkettet. Dabei wurden oft später noch dekorative Verschlingungen zwischen den einzelnen Heftfäden angebracht (Copert oder Kopert).

### Nadeln
Das Nadeln ist eine Vorbereitung für die Heftung auf Bünde. Dabei fasst man einzelne Seiten durch eine besondere Art der Blockheftung mit einem Längsstich oder einem Überwendlingsstich zusammen. Diese Seiten werden dann wie einzelne Lagen auf Bünde geheftet. Diese Technik wird heute kaum noch angewendet.

### Spiralheftung
Die Spiralheftung, auch Ringbindung genannt, verbindet die einzelnen Seiten durch eine Spirale aus Draht oder Kunststoff am Buchrücken; die Seiten müssen natürlich Löcher für das Einfädeln der Spirale enthalten. Der Buchblock ist meist durch mitgehefteten Karton oder Kunststoff geschützt.

### Kammheftung

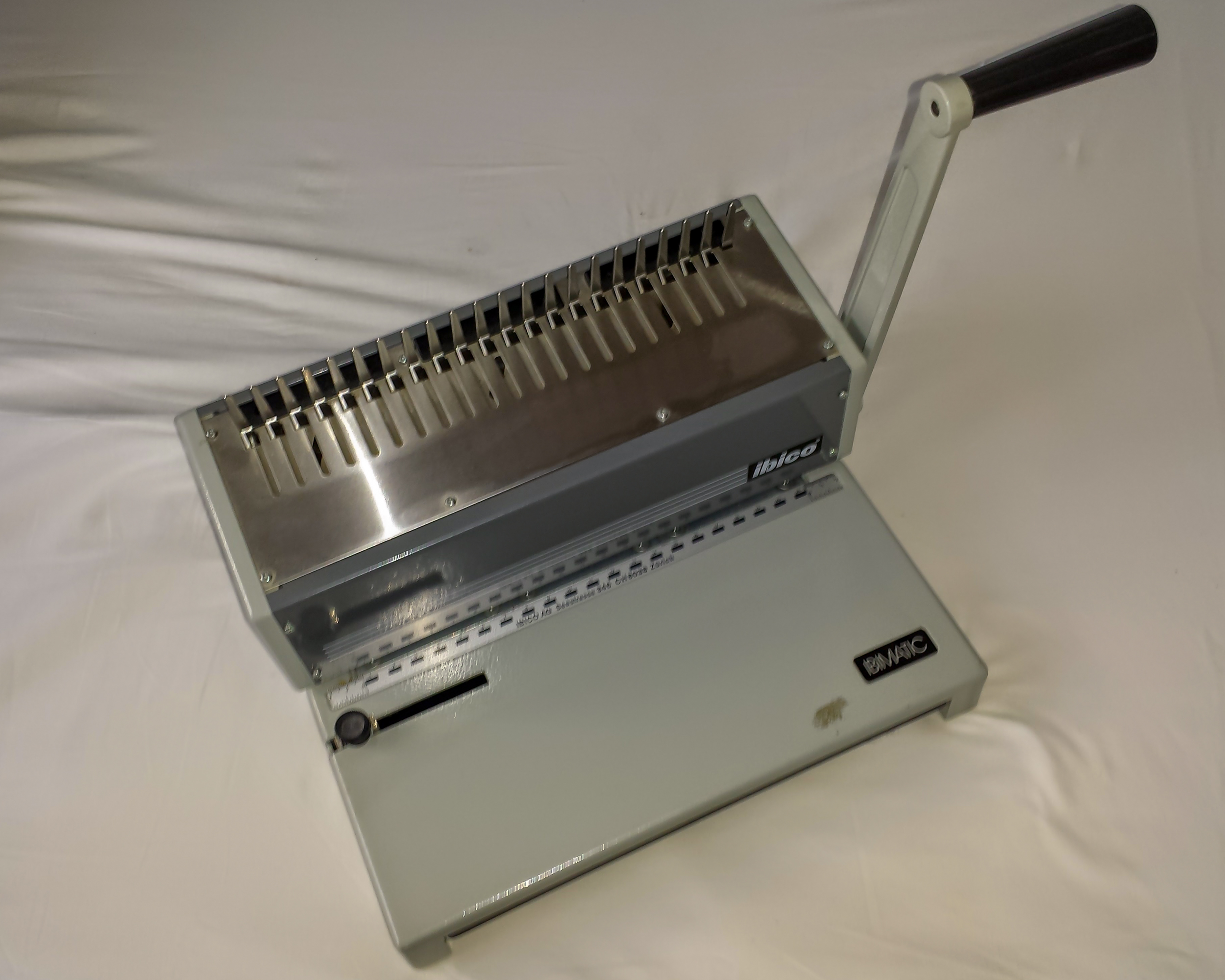
Kammbindemaschine

Die Kammheftung geschieht im Unterschied zur Spiralbindung mit einem Kunststoffkamm. Diese Heftungsart lässt sich besser automatisieren als die Spiralheftung.

### Schraubenheftung
Bei dieser Heftung werden Umschlag und Seiten durch Buchschrauben verbunden.

### Steppen
Kleine Hefte, Taschenkalender oder Ähnliches können im Mittelfalz mit einer Heftmaschine einfach gesteppt werden.